# Chalcides levitoni
Chalcides levitoni är en ödleart som beskrevs av  Pasteur 1978. Chalcides levitoni ingår i släktet Chalcides och familjen skinkar. IUCN kategoriserar arten globalt som otillräckligt studerad. Inga underarter finns listade i Catalogue of Life.